# BBC Radio Berkshire
BBC Radio Berkshire – brytyjska stacja radiowa należąca do publicznego nadawcy BBC i pełniąca w jego sieci rolę rozgłośni lokalnej dla hrabstwa Berkshire, a także północnej części hrabstwa Hampshire. Stacja została uruchomiona 21 stycznia 1992 roku, jednak już w 1996 ze względu na oszczędności została połączona z BBC Radio Oxford, tworząc radio o nazwie BBC Thames Valley FM. Obie rozgłośnie odzyskały niezależność w lutym 2000 roku. Obecnie Radio Berkshire dostępne jest w cyfrowym i analogowym przekazie naziemnym, a także w Internecie. 
Siedzibą stacji jest ośrodek BBC w Reading. Oprócz audycji własnych stacja transmituje również programy swoich siostrzanych stacji lokalnych BBC z Royal Tunbridge Wells, Oksfordu, Leeds, Southampton i Cambridge, a także audycje ogólnokrajowego BBC Radio 5 Live. 